# Tramo Inferior del Río Guadajoz
Tramo Inferior del Río Guadajoz este o arie protejată (arie specială de conservare — SAC, sit de importanță comunitară — SCI) din Spania întinsă pe o suprafață de 480,04 ha, integral pe uscat.

## Localizare
Centrul sitului Tramo Inferior del Río Guadajoz este situat la coordonatele 37°47′35″N 4°44′05″W / 37.7931°N 4.7347°V.

## Înființare
Situl Tramo Inferior del Río Guadajoz a fost declarat sit de importanță comunitară în aprilie 1999 pentru a proteja 8 specii de animale. Situl a fost protejat și ca arie specială de conservare în martie 2015.

## Biodiversitate
Situată în ecoregiunea mediteraneană, aria protejată conține 2 habitate naturale: Galerii de Salix alba și de Populus alba, Galerii și tufărișuri riverane sudice (Nerio-Tamaricetea și Securinegion tinctoriae).
La baza desemnării sitului se află mai multe specii protejate:
- păsări (4): pescăruș albastru (Alcedo atthis), barză neagră (Ciconia nigra), Falco naumanni, gaia roșie (Milvus milvus)
- mamifere (1): vidră de râu (Lutra lutra)
- pești (2): Cobitis paludica, Pseudochondrostoma willkommii
- reptile (1): Mauremys leprosa

Pe lângă speciile protejate, pe teritoriul sitului au mai fost identificate 9 specii de păsări, 2 specii de pești.